# Giacomo Benvenuti
Giacomo Benvenuti (Toscolano Maderno, 16 marzo 1885 – Salò, 20 gennaio 1943) è stato un compositore italiano.

## Biografia
Figlio dell'organista Cristoforo Benvenuti, studiò al Liceo Musicale di Bologna con Luigi Torchi (musicologia) e Marco Enrico Bossi (organo).
In 1919 apparve a Bologna la sua raccolta Canti a una voce con accompagnamento di pianoforte. Nel 1922, tra i primi a dedicarsi allo studio di questo repertorio, pubblicò una collezione di arie del XVII secolo composta da 35 brani.
Per il Teatro dell'Opera di Roma adattò l'Orfeo di Claudio Monteverdi, rappresentato il 27 dicembre 1934. La sua revisione fu usata successivamente per la prima registrazione dell'Orfeo del 1939, eseguita dall'orchestra de La Scala di Milano diretta da Ferruccio Calusio.